# Мілорад Чопіч
Мілорад Чопіч (серб. Milorad Ćopić; нар. 23 липня 1966, Кнешпольє, Боснія і Герцеговина) — сербський каратист, тренер і спортивний функціонер, президент Шотокан Карате Союзу Сербії, віцепрезидент Всесвітньої Шотокан Карате Організації SKDUN. Майстер 5-го дана, багаторазовий чемпіон на національному рівні та організатор одного з найбільших європейських турнірів — «Super Enpi Cup».

## Біографія
Мілорад Чопіч народився 23 липня 1966 року в селі Кнешпольє (нині — Боснія і Герцеговина). Карате почав практикувати 1982 року під керівництвом сенсея Мілана Буразора у клубі «Кнешпольє» міста Босанська Дубиця.
Після закінчення початкової спортивної школи здобув кваліфікацію професійного тренера карате, а пізніше підвищував рівень знань на Факультеті спорту і фізичного виховання в Новому Саді.

## Кар'єра

### Спортивна кар'єра
У складі збірних Сербії неодноразово здобував титули чемпіона національних та балканських чемпіонатів. Уперше продемонстрував високий рівень техніки ще на початку 1990-х років, що дало поштовх його подальшій тренерській діяльності.

### Тренерська та організаційна діяльність
З 2009 року очолює Шотокан Карате Союз Сербії (ŠKSS), а з 2021 року обіймає посаду віцепрезидента Всесвітньої Шотокан Карате Організації SKDUN. Під його керівництвом національна збірна Сербії стала чемпіоном світу серед дорослих у 2009 році.
Також є президентом та головним тренером клубу «Enpi» у Суботиці, організатором міжнародного турніру «Super Enpi Cup», що збирає понад 1 000 учасників із понад 20 країн Європи.

## Особисте життя
Окрім спортивної діяльності, Мілорад Чопіч керує приватним бізнесом із виготовлення спорядження для бойових мистецтв та виробництва спортивних трофеїв.

## Почесті та звання
- 5-й дан Шотокан карате.[1]
- Заслужений тренер Сербії.
- Почесний член кількох європейських карате-федерацій.